# Michael Ironside
Michael Ironside (nome artístico de Frederick Reginald Ironside; Toronto, 12 de fevereiro de 1950) é um ator canadense. Também trabalhou como dublador, produtor, diretor de cinema e roteirista em diversos filmes, séries de televisão e outras produções canadenses e americanas. Célebre por interpretar vilões e heróis "durões", Ironside é um ator de método, que encarna o personagem que interpreta mesmo fora das filmagens.

## Carreira

### Como ator
- Outrageous! (1977) - Bêbado
- For the Record (TV) (1978) - Policial
- High-Ballin' (1978) - Butch
- Summer's Children (1979) - Cafetão
- Stone Cold Dead (1979) - Detetive de polícia assassinado
- The Littlest Hobo (TV) (1979) - Bill
- The Family Man (1979) - Barman
- Clown White (1980) - Max
- Deadly Companion (1980) - Edgar
- Suzanne (1980) - Jimmy
- Coming Out Alive (1980) - Gateway
- Scanners (1981) - Darryl Revok
- Surfacing (1981) - Wayne
- Best Revenge (1982) - Dealer
- Visiting Hours (1982) - Colt Hawker
- American Nightmare (1983) - Sgt. Skylar
- Spacehunter: Adventures in the Forbidden Zone (1983) - Overdog
- The Sins of Dorian Gray (1983) - Alan Campbell
- The A-Team (TV) (1983) - Miler Crane
- Cross Country (1983) - Det. Sgt. Roersch
- Hill Street Blues (TV) (1983) - Schrader
- V: The Final Battle (TV) (1984) - Ham Tyler
- Mickey Spillane's Mike Hammer (TV) (1984) - Wade Bennett
- The Cap (1984)
- The Surrogate (1984) - George Kyber
- V: The Series (TV) (1984–1985) - Ham Tyler
- The Falcon and the Snowman (1985) - Principal agente do FBI
- Murder in Space (1985) - Capitão Neil Braddock
- The Hitchhiker (TV) (1985) - Sheriff Lee
- Jo Jo Dancer, Your Life Is Calling (1986) - Det. Lawrence
- Top Gun (1986) - Tenente-comandante Rick "Jester" Heatherly
- Race for the Bomb (TV) (1987) - Werner Heisenberg
- Alfred Hitchcock Presents (TV) (1987) - Ten. Rick Muldoon
- Extreme Prejudice (1987) ... Major Paul Hackett
- Ford: The Man and the Machine (1987) - Harry Bennett
- Nowhere to Hide (1987) - Ben
- Hello Mary Lou: Prom Night II (1987) - Principal Billy "Bill" Nordham
- Danger Bay (TV) (1987) - Charles Fuller
- The Ray Bradbury Theater (TV) (1988) - Acton
- Hostile Takeover (1988) - Larry Gaylord
- Watchers (1988) - Lem Johnson
- Murder by Night (1989) - Det. Carl Madsen
- Mindfield (1989) - Kellen O'Reilly
- Thunderground (1989)
- Chaindance (1990) - J.T. Blake
- Total Recall (1990) - Richter
- Tales from the Crypt (TV) (1990) - Jerry
- Highlander II: The Quickening (1991) - Gen. Katana
- Payback (1991) - Xerife Pete
- McBain (1991) - Frank Bruce
- Guncrazy (1992) - Mr. Kincaid
- Neon City (1992) - Harry M. Stark
- Killer Image (1992) - Luther Kane
- Deadly Surveillance (1991) - Fender
- The Vagrant (1992) - Lt. Ralf Barfuss
- Cafe Romeo (1992) - Natino
- Black Ice (1992) - Quinn
- Marked for Murder (1993) - Bats O'Bannion
- Night Trap (1993) - Bishop
- Sweet Killing (1993) - Insp. Garcia
- Free Willy (1993) - Dial
- Father Hood (1993) - Jerry
- Point of Impact (aka Spanish Rose) (1993) - Roberto Largo
- The Killing Machine (aka The Killing Man) (1994) -Mr. Green
- Bolt (1994) - Billy Niles
- Tokyo Cowboy (1994) - Lyle
- Save Me (1994) - Oliver
- Fortunes of War (1994) - Carl Pimmler
- Dead Man's Revenge (1994) - Luck Hatcher
- Forced to Kill (1994) - Xerife Wilson
- Red Scorpion 2 (1994) - Cel. West
- The Next Karate Kid (1994) - Cel. Dugan
- Red Sun Rising (1994) - Capt. Meisler
- Probable Cause (1994) - Gary Yanuck
- Singapore Sling: Road to Mandalay (1995) - Steiger
- Tales from the Crypt (TV) (1995) - Burrows
- Major Payne (1995) - Tenente-coronel Stone
- The Glass Shield (1995) - Baker
- ER (TV) (1995, 1998, 2002) - Dr. William 'Wild Willy' Swift
- seaQuest 2032 (TV) (1995–1996) - Captain Oliver Hudson
- The Destiny of Marty Fine (1996) - Mr. Capelli
- Terminal (1996) - Sterling Rombauer
- Too Fast Too Young (1996) - Capt. Floyd Anderson
- Portraits of a Killer (1996) - Sgt. Ernie Hansen
- One Way Out (1996) - Walt
- Kids of the Round Table (1997) - Butch Scarsdale
- The Arrow (1997) - Diretor da CIA
- F/X: The Series (TV) (1997) - Montree
- One of Our Own (1997) - Det. Jack Cooper
- Cold Night Into Dawn (1997) - Frank Parr
- Starship Troopers (1997) - Jean Razak
- Captive (1998) - Detetive Briscoe
- Black Light (1998) - Insp. Frank Schumann
- Ivory Tower (1998) - Marshall Wallace
- Witness to Yesterday (TV) (1998) - Vladimir Lenin
- Voyage of Terror (1998) - McBride
- Death Row the Tournament (1998) - Juiz
- Going to Kansas City (1998) - Mike Malone
- Johnny 2.0 (1998) - Frank Donahue
- Desert Blue (1998) - Agent Frank Bellows
- Chicago Cab (aka Hellcab) (1998) - Al
- The Arrangement (também conhecido como Blood Money) (1999) - Det. Francis John 'Jack' Connor
- Question of Privilege (1999) - Tenente. Robert Ingram
- Southern Cross (1999) - Garrison Carver
- A Twist of Faith (1999) - Alex Hunt
- The Omega Code (1999) - Dominic
- Cold Squad (TV) (1999) - Chief Magnus Mulray
- The Outer Limits (TV, episódio "Summit") (1999) - Embaixador Prosser
- Cause of Death (2000) - Jonas Phifer
- The Perfect Storm (2000) - Bob Brown
- Borderline Normal (2000) - Coach Rehmer
- Crime and Punishment in Suburbia (2000) - Fred Skolnick
- Heavy Metal 2000 (2000) - Tyler (voice)
- Nuremberg (2000) - Cel. Burton C. Andrus
- Walker, Texas Ranger (TV) (2000) - Nolan Pierce
- The Red Phone: Manhunt (2001) - Bremer
- Down (aka The Shaft) (2001) - Gunter Steinberg
- The Outer Limits (TV, episódio "Rule of Law") (2001) - General Quince
- Children of the Corn: Revelation (2001) - Priest
- Jett Jackson: The Movie (2001) - Dr. Kragg
- Ignition (2001) - Jake Russo
- Mindstorm (2001) - Senator Bill Armitage
- Dead Awake (2001) - Skay
- Extreme Honor (2001) - Baker
- The Last Chapter (TV) (2002) - Bob Durelle
- The District (TV) (2002) - Dmitri Putin
- Fallen Angels (2002) - Xerife Ed Rooney
- Fairytales and Pornography (2002) - Juiz Coulton
- The Last Chapter II: The War Continues (TV) (2003) - Bob Durelle
- Hemingway vs. Callaghan (2003) - Harry
- The Failures (2003) - Depressor
- The Red Phone: Checkmate (2003) - Bohr
- Maximum Velocity (2003) - General Amberson
- Andromeda (TV) (2003, 2004) - The Patriarch
- The Machinist (2004) - Miller
- Smallville (TV) (2004, 2010) - General Sam Lane
- Medical Investigation (TV) (2004) - Ben Graybridge
- Young Blades (TV) (2005) - Cardeal Mazarin
- Desperate Housewives (TV) (2005, 2006) - Curtis Monroe
- Reeker (2005) - Henry
- Bloodsuckers (aka Vampire Wars: Battle for the Universe) (2005) - Muco
- Guy X (2005) - Guy X
- Deepwater (2006) - Walnut
- 1st Bite (2006) ... Theo
- Disaster Zone: Volcano in New York (2006) - Levering
- Stargate SG-1 (TV) (2006) - Seevis
- Masters of Horror (TV, episódio "The V Word") (2006) - Mr. Chaney
- The Veteran (TV) (2006) - Mark 'Doc' Jordan
- Command & Conquer 3: Tiberium Wars (VG) (2007) - Tenente-general Jack Granger
- The Alphabet Killer (2008) - Captain Nathan Norcross
- Surveillance (2008) - Captain Billings
- Storm Cell (2008) - James
- Criminal Minds (TV) (2008) - John
- Mutants (2008) - Cel. Gauge
- Terminator Salvation (2009) - General Ashdown
- The Butcher (2009) - Teddy Carmichael
- Level 26: Dark Origins (2009) - Tom Riggins
- The Jazzman (2009) - Bernie
- Cold Case (TV) (2009) - Commandant Murillo
- Hardwired (2009) - Hal
- The Beacon (2009) - Oficial Ned Hutton
- Eva (2009)
- Abduction of Jesse Bookman (2009) - Capitão Jones
- The Bannen Way (2010) - Chief Bannen
- Castle (TV) (2010) - Victor Racine
- Beneath the Blue (2010) - Blaine
- Burn Notice (TV) (2010) - Gregory Hart
- Lake Placid 3 (2010) - Xerife Tony Willinger
- X-Men: First Class (2011) - Captain of the 7th fleet
- Justified (TV) (2012) - Sarno
- Community (TV) (2012) - Cel. Archwood

### Como dublador
- em séries de animação
  - Superman: The Animated Series - como Darkseid
  - The New Batman Adventures - como Batman
  - Justice League / Justice League Unlimited - como Darkseid
  - Heavy Metal 2000 - como Tyler
  - Wolverine and the X-Men - como Coronel Moss
  - Transformers Prime - The Animated Series - como Ultra Magnus
  - Transformers Prime Beast Hunters: Predacons Rising - como Ultra Magnus

- em videogames
  - Project I.G.I.: I'm Going In (2000) - como David Llewellyn Jones (gritos)
  - Run Like Hell (2002) - como Comandante Mason
  - Tom Clancy's Splinter Cell (videogame) (2002) - como Sam Fisher
  - Tom Clancy's Splinter Cell: Pandora Tomorrow (2004) ...como Sam Fisher
  - Tom Clancy's Splinter Cell: Chaos Theory (2005) - como Sam Fisher
  - Tom Clancy's Splinter Cell: Essentials (2006) - como Sam Fisher
  - Tom Clancy's Splinter Cell: Double Agent (2006) - como Sam Fisher
  - TimeShift (2006) - como Doutor Krone
  - Command and Conquer 3: Tiberium Wars (2007) - como Gen. Jack Granger
  - Tom Clancy's Splinter Cell: Conviction (2010) - como Sam Fisher

### Como diretor
- The Arrangement (também conhecido como Blood Money) (1999)

### Como roteirista
- The Arrangement (também conhecido como Blood Money) (1999)
- Chaindance (1990)